# Distichopathes disticha
Distichopathes disticha är en korallart som beskrevs av Opresko 2004. Distichopathes disticha ingår i släktet Distichopathes och familjen Aphanipathidae. Inga underarter finns listade i Catalogue of Life.